# Нова Сажина
Нова Сажѝна (на полски: Nowa Sarzyna) е град в Югоизточна Полша, Подкарпатско войводство, Лежайски окръг. Административен център е на градско-селската Новосажинска община. Заема площ от 9,15 км2.

## Население
Според данни от полската Централна статистическа служба, към 1 януари 2014 г. населението на града възлиза на 6 177 души. Гъстотата е 675 души/км2.